# Aphropharynx heterochaeta
Aphropharynx heterochaeta är en ringmaskart som beskrevs av Wilfert 1974. Aphropharynx heterochaeta ingår i släktet Aphropharynx och familjen Ctenodrilidae. Arten har ej påträffats i Sverige. Inga underarter finns listade i Catalogue of Life.